# 1984 (фильм, 1984)
«1984» (англ. Nineteen Eighty-Four) — британский научно-фантастический фильм-антиутопия сценариста и режиссёра Майкла Рэдфорда, снятый по роману Джорджа Оруэлла «1984» в год, к которому приурочены происходящие в нём события. Это вторая экранизация романа после фильма «1984», снятого режиссёром Майклом Андерсоном в 1956 году.
Съёмки фильма начались 19 марта 1984 года и закончились в октябре. Мировая премьера состоялась 10 октября в Великобритании, в США — 1 декабря.
Фильм посвящён Ричарду Бёртону — «с любовью и восхищением»; роль партийного функционера О’Брайена стала последней в карьере актёра, скоропостижно скончавшегося за два месяца до выхода фильма в прокат.
Фильм был номинирован на премию BAFTA за лучшую работу художника-постановщика.

## Сюжет
В мрачном 1984 году член Внешней партии Уинстон Смит пытается противостоять самой Внутренней партии, нечеловечески жестокому тоталитарному режиму. Он и его возлюбленная Джулия надеются на то, что Братство — тайная организация, противостоящая режиму, или пролы сумеют уничтожить Партию хоть в далёком будущем.
Но их надежды оказываются напрасными. Сопротивление — выдумка властей, пролы никогда не поднимут восстания, а любого инакомыслящего Партия ломает и отупляет.

### Шахматы
В финале кинофильма Уинстон Смит играет сам с собой в шахматы. У обеих сторон полный комплект шахматных фигур. У белых находятся, за исключением четырёх фигур, в начальной расстановке. У чёрных, наоборот, фигуры развиты по всей шахматной доске.
|   | a | b | c | d | e | f | g | h |   |
| - | --- | --- | --- | --- | --- | --- | --- | --- | - |
| 8 | a8 чёрная ладья · c8 чёрный конь · d8 чёрный ферзь · e8 чёрный король · a7 чёрная пешка · b7 чёрная пешка · c7 чёрная пешка · g7 чёрная пешка · h7 чёрная пешка · c5 чёрный слон · e5 белый конь · f5 чёрная пешка · h5 чёрная ладья · c4 белая пешка · d4 чёрная пешка · e4 чёрная пешка · g4 чёрный слон · e3 чёрный конь · g3 белая пешка · a2 белая пешка · b2 белая пешка · d2 белая пешка · e2 белая пешка · f2 белая пешка · g2 белый слон · h2 белая пешка · a1 белая ладья · b1 белый конь · c1 белый слон · d1 белый ферзь · e1 белый король · h1 белая ладья | a8 чёрная ладья · c8 чёрный конь · d8 чёрный ферзь · e8 чёрный король · a7 чёрная пешка · b7 чёрная пешка · c7 чёрная пешка · g7 чёрная пешка · h7 чёрная пешка · c5 чёрный слон · e5 белый конь · f5 чёрная пешка · h5 чёрная ладья · c4 белая пешка · d4 чёрная пешка · e4 чёрная пешка · g4 чёрный слон · e3 чёрный конь · g3 белая пешка · a2 белая пешка · b2 белая пешка · d2 белая пешка · e2 белая пешка · f2 белая пешка · g2 белый слон · h2 белая пешка · a1 белая ладья · b1 белый конь · c1 белый слон · d1 белый ферзь · e1 белый король · h1 белая ладья | a8 чёрная ладья · c8 чёрный конь · d8 чёрный ферзь · e8 чёрный король · a7 чёрная пешка · b7 чёрная пешка · c7 чёрная пешка · g7 чёрная пешка · h7 чёрная пешка · c5 чёрный слон · e5 белый конь · f5 чёрная пешка · h5 чёрная ладья · c4 белая пешка · d4 чёрная пешка · e4 чёрная пешка · g4 чёрный слон · e3 чёрный конь · g3 белая пешка · a2 белая пешка · b2 белая пешка · d2 белая пешка · e2 белая пешка · f2 белая пешка · g2 белый слон · h2 белая пешка · a1 белая ладья · b1 белый конь · c1 белый слон · d1 белый ферзь · e1 белый король · h1 белая ладья | a8 чёрная ладья · c8 чёрный конь · d8 чёрный ферзь · e8 чёрный король · a7 чёрная пешка · b7 чёрная пешка · c7 чёрная пешка · g7 чёрная пешка · h7 чёрная пешка · c5 чёрный слон · e5 белый конь · f5 чёрная пешка · h5 чёрная ладья · c4 белая пешка · d4 чёрная пешка · e4 чёрная пешка · g4 чёрный слон · e3 чёрный конь · g3 белая пешка · a2 белая пешка · b2 белая пешка · d2 белая пешка · e2 белая пешка · f2 белая пешка · g2 белый слон · h2 белая пешка · a1 белая ладья · b1 белый конь · c1 белый слон · d1 белый ферзь · e1 белый король · h1 белая ладья | a8 чёрная ладья · c8 чёрный конь · d8 чёрный ферзь · e8 чёрный король · a7 чёрная пешка · b7 чёрная пешка · c7 чёрная пешка · g7 чёрная пешка · h7 чёрная пешка · c5 чёрный слон · e5 белый конь · f5 чёрная пешка · h5 чёрная ладья · c4 белая пешка · d4 чёрная пешка · e4 чёрная пешка · g4 чёрный слон · e3 чёрный конь · g3 белая пешка · a2 белая пешка · b2 белая пешка · d2 белая пешка · e2 белая пешка · f2 белая пешка · g2 белый слон · h2 белая пешка · a1 белая ладья · b1 белый конь · c1 белый слон · d1 белый ферзь · e1 белый король · h1 белая ладья | a8 чёрная ладья · c8 чёрный конь · d8 чёрный ферзь · e8 чёрный король · a7 чёрная пешка · b7 чёрная пешка · c7 чёрная пешка · g7 чёрная пешка · h7 чёрная пешка · c5 чёрный слон · e5 белый конь · f5 чёрная пешка · h5 чёрная ладья · c4 белая пешка · d4 чёрная пешка · e4 чёрная пешка · g4 чёрный слон · e3 чёрный конь · g3 белая пешка · a2 белая пешка · b2 белая пешка · d2 белая пешка · e2 белая пешка · f2 белая пешка · g2 белый слон · h2 белая пешка · a1 белая ладья · b1 белый конь · c1 белый слон · d1 белый ферзь · e1 белый король · h1 белая ладья | a8 чёрная ладья · c8 чёрный конь · d8 чёрный ферзь · e8 чёрный король · a7 чёрная пешка · b7 чёрная пешка · c7 чёрная пешка · g7 чёрная пешка · h7 чёрная пешка · c5 чёрный слон · e5 белый конь · f5 чёрная пешка · h5 чёрная ладья · c4 белая пешка · d4 чёрная пешка · e4 чёрная пешка · g4 чёрный слон · e3 чёрный конь · g3 белая пешка · a2 белая пешка · b2 белая пешка · d2 белая пешка · e2 белая пешка · f2 белая пешка · g2 белый слон · h2 белая пешка · a1 белая ладья · b1 белый конь · c1 белый слон · d1 белый ферзь · e1 белый король · h1 белая ладья | a8 чёрная ладья · c8 чёрный конь · d8 чёрный ферзь · e8 чёрный король · a7 чёрная пешка · b7 чёрная пешка · c7 чёрная пешка · g7 чёрная пешка · h7 чёрная пешка · c5 чёрный слон · e5 белый конь · f5 чёрная пешка · h5 чёрная ладья · c4 белая пешка · d4 чёрная пешка · e4 чёрная пешка · g4 чёрный слон · e3 чёрный конь · g3 белая пешка · a2 белая пешка · b2 белая пешка · d2 белая пешка · e2 белая пешка · f2 белая пешка · g2 белый слон · h2 белая пешка · a1 белая ладья · b1 белый конь · c1 белый слон · d1 белый ферзь · e1 белый король · h1 белая ладья | 8 |
| 7 | a8 чёрная ладья · c8 чёрный конь · d8 чёрный ферзь · e8 чёрный король · a7 чёрная пешка · b7 чёрная пешка · c7 чёрная пешка · g7 чёрная пешка · h7 чёрная пешка · c5 чёрный слон · e5 белый конь · f5 чёрная пешка · h5 чёрная ладья · c4 белая пешка · d4 чёрная пешка · e4 чёрная пешка · g4 чёрный слон · e3 чёрный конь · g3 белая пешка · a2 белая пешка · b2 белая пешка · d2 белая пешка · e2 белая пешка · f2 белая пешка · g2 белый слон · h2 белая пешка · a1 белая ладья · b1 белый конь · c1 белый слон · d1 белый ферзь · e1 белый король · h1 белая ладья | a8 чёрная ладья · c8 чёрный конь · d8 чёрный ферзь · e8 чёрный король · a7 чёрная пешка · b7 чёрная пешка · c7 чёрная пешка · g7 чёрная пешка · h7 чёрная пешка · c5 чёрный слон · e5 белый конь · f5 чёрная пешка · h5 чёрная ладья · c4 белая пешка · d4 чёрная пешка · e4 чёрная пешка · g4 чёрный слон · e3 чёрный конь · g3 белая пешка · a2 белая пешка · b2 белая пешка · d2 белая пешка · e2 белая пешка · f2 белая пешка · g2 белый слон · h2 белая пешка · a1 белая ладья · b1 белый конь · c1 белый слон · d1 белый ферзь · e1 белый король · h1 белая ладья | a8 чёрная ладья · c8 чёрный конь · d8 чёрный ферзь · e8 чёрный король · a7 чёрная пешка · b7 чёрная пешка · c7 чёрная пешка · g7 чёрная пешка · h7 чёрная пешка · c5 чёрный слон · e5 белый конь · f5 чёрная пешка · h5 чёрная ладья · c4 белая пешка · d4 чёрная пешка · e4 чёрная пешка · g4 чёрный слон · e3 чёрный конь · g3 белая пешка · a2 белая пешка · b2 белая пешка · d2 белая пешка · e2 белая пешка · f2 белая пешка · g2 белый слон · h2 белая пешка · a1 белая ладья · b1 белый конь · c1 белый слон · d1 белый ферзь · e1 белый король · h1 белая ладья | a8 чёрная ладья · c8 чёрный конь · d8 чёрный ферзь · e8 чёрный король · a7 чёрная пешка · b7 чёрная пешка · c7 чёрная пешка · g7 чёрная пешка · h7 чёрная пешка · c5 чёрный слон · e5 белый конь · f5 чёрная пешка · h5 чёрная ладья · c4 белая пешка · d4 чёрная пешка · e4 чёрная пешка · g4 чёрный слон · e3 чёрный конь · g3 белая пешка · a2 белая пешка · b2 белая пешка · d2 белая пешка · e2 белая пешка · f2 белая пешка · g2 белый слон · h2 белая пешка · a1 белая ладья · b1 белый конь · c1 белый слон · d1 белый ферзь · e1 белый король · h1 белая ладья | a8 чёрная ладья · c8 чёрный конь · d8 чёрный ферзь · e8 чёрный король · a7 чёрная пешка · b7 чёрная пешка · c7 чёрная пешка · g7 чёрная пешка · h7 чёрная пешка · c5 чёрный слон · e5 белый конь · f5 чёрная пешка · h5 чёрная ладья · c4 белая пешка · d4 чёрная пешка · e4 чёрная пешка · g4 чёрный слон · e3 чёрный конь · g3 белая пешка · a2 белая пешка · b2 белая пешка · d2 белая пешка · e2 белая пешка · f2 белая пешка · g2 белый слон · h2 белая пешка · a1 белая ладья · b1 белый конь · c1 белый слон · d1 белый ферзь · e1 белый король · h1 белая ладья | a8 чёрная ладья · c8 чёрный конь · d8 чёрный ферзь · e8 чёрный король · a7 чёрная пешка · b7 чёрная пешка · c7 чёрная пешка · g7 чёрная пешка · h7 чёрная пешка · c5 чёрный слон · e5 белый конь · f5 чёрная пешка · h5 чёрная ладья · c4 белая пешка · d4 чёрная пешка · e4 чёрная пешка · g4 чёрный слон · e3 чёрный конь · g3 белая пешка · a2 белая пешка · b2 белая пешка · d2 белая пешка · e2 белая пешка · f2 белая пешка · g2 белый слон · h2 белая пешка · a1 белая ладья · b1 белый конь · c1 белый слон · d1 белый ферзь · e1 белый король · h1 белая ладья | a8 чёрная ладья · c8 чёрный конь · d8 чёрный ферзь · e8 чёрный король · a7 чёрная пешка · b7 чёрная пешка · c7 чёрная пешка · g7 чёрная пешка · h7 чёрная пешка · c5 чёрный слон · e5 белый конь · f5 чёрная пешка · h5 чёрная ладья · c4 белая пешка · d4 чёрная пешка · e4 чёрная пешка · g4 чёрный слон · e3 чёрный конь · g3 белая пешка · a2 белая пешка · b2 белая пешка · d2 белая пешка · e2 белая пешка · f2 белая пешка · g2 белый слон · h2 белая пешка · a1 белая ладья · b1 белый конь · c1 белый слон · d1 белый ферзь · e1 белый король · h1 белая ладья | a8 чёрная ладья · c8 чёрный конь · d8 чёрный ферзь · e8 чёрный король · a7 чёрная пешка · b7 чёрная пешка · c7 чёрная пешка · g7 чёрная пешка · h7 чёрная пешка · c5 чёрный слон · e5 белый конь · f5 чёрная пешка · h5 чёрная ладья · c4 белая пешка · d4 чёрная пешка · e4 чёрная пешка · g4 чёрный слон · e3 чёрный конь · g3 белая пешка · a2 белая пешка · b2 белая пешка · d2 белая пешка · e2 белая пешка · f2 белая пешка · g2 белый слон · h2 белая пешка · a1 белая ладья · b1 белый конь · c1 белый слон · d1 белый ферзь · e1 белый король · h1 белая ладья | 7 |
| 6 | a8 чёрная ладья · c8 чёрный конь · d8 чёрный ферзь · e8 чёрный король · a7 чёрная пешка · b7 чёрная пешка · c7 чёрная пешка · g7 чёрная пешка · h7 чёрная пешка · c5 чёрный слон · e5 белый конь · f5 чёрная пешка · h5 чёрная ладья · c4 белая пешка · d4 чёрная пешка · e4 чёрная пешка · g4 чёрный слон · e3 чёрный конь · g3 белая пешка · a2 белая пешка · b2 белая пешка · d2 белая пешка · e2 белая пешка · f2 белая пешка · g2 белый слон · h2 белая пешка · a1 белая ладья · b1 белый конь · c1 белый слон · d1 белый ферзь · e1 белый король · h1 белая ладья | a8 чёрная ладья · c8 чёрный конь · d8 чёрный ферзь · e8 чёрный король · a7 чёрная пешка · b7 чёрная пешка · c7 чёрная пешка · g7 чёрная пешка · h7 чёрная пешка · c5 чёрный слон · e5 белый конь · f5 чёрная пешка · h5 чёрная ладья · c4 белая пешка · d4 чёрная пешка · e4 чёрная пешка · g4 чёрный слон · e3 чёрный конь · g3 белая пешка · a2 белая пешка · b2 белая пешка · d2 белая пешка · e2 белая пешка · f2 белая пешка · g2 белый слон · h2 белая пешка · a1 белая ладья · b1 белый конь · c1 белый слон · d1 белый ферзь · e1 белый король · h1 белая ладья | a8 чёрная ладья · c8 чёрный конь · d8 чёрный ферзь · e8 чёрный король · a7 чёрная пешка · b7 чёрная пешка · c7 чёрная пешка · g7 чёрная пешка · h7 чёрная пешка · c5 чёрный слон · e5 белый конь · f5 чёрная пешка · h5 чёрная ладья · c4 белая пешка · d4 чёрная пешка · e4 чёрная пешка · g4 чёрный слон · e3 чёрный конь · g3 белая пешка · a2 белая пешка · b2 белая пешка · d2 белая пешка · e2 белая пешка · f2 белая пешка · g2 белый слон · h2 белая пешка · a1 белая ладья · b1 белый конь · c1 белый слон · d1 белый ферзь · e1 белый король · h1 белая ладья | a8 чёрная ладья · c8 чёрный конь · d8 чёрный ферзь · e8 чёрный король · a7 чёрная пешка · b7 чёрная пешка · c7 чёрная пешка · g7 чёрная пешка · h7 чёрная пешка · c5 чёрный слон · e5 белый конь · f5 чёрная пешка · h5 чёрная ладья · c4 белая пешка · d4 чёрная пешка · e4 чёрная пешка · g4 чёрный слон · e3 чёрный конь · g3 белая пешка · a2 белая пешка · b2 белая пешка · d2 белая пешка · e2 белая пешка · f2 белая пешка · g2 белый слон · h2 белая пешка · a1 белая ладья · b1 белый конь · c1 белый слон · d1 белый ферзь · e1 белый король · h1 белая ладья | a8 чёрная ладья · c8 чёрный конь · d8 чёрный ферзь · e8 чёрный король · a7 чёрная пешка · b7 чёрная пешка · c7 чёрная пешка · g7 чёрная пешка · h7 чёрная пешка · c5 чёрный слон · e5 белый конь · f5 чёрная пешка · h5 чёрная ладья · c4 белая пешка · d4 чёрная пешка · e4 чёрная пешка · g4 чёрный слон · e3 чёрный конь · g3 белая пешка · a2 белая пешка · b2 белая пешка · d2 белая пешка · e2 белая пешка · f2 белая пешка · g2 белый слон · h2 белая пешка · a1 белая ладья · b1 белый конь · c1 белый слон · d1 белый ферзь · e1 белый король · h1 белая ладья | a8 чёрная ладья · c8 чёрный конь · d8 чёрный ферзь · e8 чёрный король · a7 чёрная пешка · b7 чёрная пешка · c7 чёрная пешка · g7 чёрная пешка · h7 чёрная пешка · c5 чёрный слон · e5 белый конь · f5 чёрная пешка · h5 чёрная ладья · c4 белая пешка · d4 чёрная пешка · e4 чёрная пешка · g4 чёрный слон · e3 чёрный конь · g3 белая пешка · a2 белая пешка · b2 белая пешка · d2 белая пешка · e2 белая пешка · f2 белая пешка · g2 белый слон · h2 белая пешка · a1 белая ладья · b1 белый конь · c1 белый слон · d1 белый ферзь · e1 белый король · h1 белая ладья | a8 чёрная ладья · c8 чёрный конь · d8 чёрный ферзь · e8 чёрный король · a7 чёрная пешка · b7 чёрная пешка · c7 чёрная пешка · g7 чёрная пешка · h7 чёрная пешка · c5 чёрный слон · e5 белый конь · f5 чёрная пешка · h5 чёрная ладья · c4 белая пешка · d4 чёрная пешка · e4 чёрная пешка · g4 чёрный слон · e3 чёрный конь · g3 белая пешка · a2 белая пешка · b2 белая пешка · d2 белая пешка · e2 белая пешка · f2 белая пешка · g2 белый слон · h2 белая пешка · a1 белая ладья · b1 белый конь · c1 белый слон · d1 белый ферзь · e1 белый король · h1 белая ладья | a8 чёрная ладья · c8 чёрный конь · d8 чёрный ферзь · e8 чёрный король · a7 чёрная пешка · b7 чёрная пешка · c7 чёрная пешка · g7 чёрная пешка · h7 чёрная пешка · c5 чёрный слон · e5 белый конь · f5 чёрная пешка · h5 чёрная ладья · c4 белая пешка · d4 чёрная пешка · e4 чёрная пешка · g4 чёрный слон · e3 чёрный конь · g3 белая пешка · a2 белая пешка · b2 белая пешка · d2 белая пешка · e2 белая пешка · f2 белая пешка · g2 белый слон · h2 белая пешка · a1 белая ладья · b1 белый конь · c1 белый слон · d1 белый ферзь · e1 белый король · h1 белая ладья | 6 |
| 5 | a8 чёрная ладья · c8 чёрный конь · d8 чёрный ферзь · e8 чёрный король · a7 чёрная пешка · b7 чёрная пешка · c7 чёрная пешка · g7 чёрная пешка · h7 чёрная пешка · c5 чёрный слон · e5 белый конь · f5 чёрная пешка · h5 чёрная ладья · c4 белая пешка · d4 чёрная пешка · e4 чёрная пешка · g4 чёрный слон · e3 чёрный конь · g3 белая пешка · a2 белая пешка · b2 белая пешка · d2 белая пешка · e2 белая пешка · f2 белая пешка · g2 белый слон · h2 белая пешка · a1 белая ладья · b1 белый конь · c1 белый слон · d1 белый ферзь · e1 белый король · h1 белая ладья | a8 чёрная ладья · c8 чёрный конь · d8 чёрный ферзь · e8 чёрный король · a7 чёрная пешка · b7 чёрная пешка · c7 чёрная пешка · g7 чёрная пешка · h7 чёрная пешка · c5 чёрный слон · e5 белый конь · f5 чёрная пешка · h5 чёрная ладья · c4 белая пешка · d4 чёрная пешка · e4 чёрная пешка · g4 чёрный слон · e3 чёрный конь · g3 белая пешка · a2 белая пешка · b2 белая пешка · d2 белая пешка · e2 белая пешка · f2 белая пешка · g2 белый слон · h2 белая пешка · a1 белая ладья · b1 белый конь · c1 белый слон · d1 белый ферзь · e1 белый король · h1 белая ладья | a8 чёрная ладья · c8 чёрный конь · d8 чёрный ферзь · e8 чёрный король · a7 чёрная пешка · b7 чёрная пешка · c7 чёрная пешка · g7 чёрная пешка · h7 чёрная пешка · c5 чёрный слон · e5 белый конь · f5 чёрная пешка · h5 чёрная ладья · c4 белая пешка · d4 чёрная пешка · e4 чёрная пешка · g4 чёрный слон · e3 чёрный конь · g3 белая пешка · a2 белая пешка · b2 белая пешка · d2 белая пешка · e2 белая пешка · f2 белая пешка · g2 белый слон · h2 белая пешка · a1 белая ладья · b1 белый конь · c1 белый слон · d1 белый ферзь · e1 белый король · h1 белая ладья | a8 чёрная ладья · c8 чёрный конь · d8 чёрный ферзь · e8 чёрный король · a7 чёрная пешка · b7 чёрная пешка · c7 чёрная пешка · g7 чёрная пешка · h7 чёрная пешка · c5 чёрный слон · e5 белый конь · f5 чёрная пешка · h5 чёрная ладья · c4 белая пешка · d4 чёрная пешка · e4 чёрная пешка · g4 чёрный слон · e3 чёрный конь · g3 белая пешка · a2 белая пешка · b2 белая пешка · d2 белая пешка · e2 белая пешка · f2 белая пешка · g2 белый слон · h2 белая пешка · a1 белая ладья · b1 белый конь · c1 белый слон · d1 белый ферзь · e1 белый король · h1 белая ладья | a8 чёрная ладья · c8 чёрный конь · d8 чёрный ферзь · e8 чёрный король · a7 чёрная пешка · b7 чёрная пешка · c7 чёрная пешка · g7 чёрная пешка · h7 чёрная пешка · c5 чёрный слон · e5 белый конь · f5 чёрная пешка · h5 чёрная ладья · c4 белая пешка · d4 чёрная пешка · e4 чёрная пешка · g4 чёрный слон · e3 чёрный конь · g3 белая пешка · a2 белая пешка · b2 белая пешка · d2 белая пешка · e2 белая пешка · f2 белая пешка · g2 белый слон · h2 белая пешка · a1 белая ладья · b1 белый конь · c1 белый слон · d1 белый ферзь · e1 белый король · h1 белая ладья | a8 чёрная ладья · c8 чёрный конь · d8 чёрный ферзь · e8 чёрный король · a7 чёрная пешка · b7 чёрная пешка · c7 чёрная пешка · g7 чёрная пешка · h7 чёрная пешка · c5 чёрный слон · e5 белый конь · f5 чёрная пешка · h5 чёрная ладья · c4 белая пешка · d4 чёрная пешка · e4 чёрная пешка · g4 чёрный слон · e3 чёрный конь · g3 белая пешка · a2 белая пешка · b2 белая пешка · d2 белая пешка · e2 белая пешка · f2 белая пешка · g2 белый слон · h2 белая пешка · a1 белая ладья · b1 белый конь · c1 белый слон · d1 белый ферзь · e1 белый король · h1 белая ладья | a8 чёрная ладья · c8 чёрный конь · d8 чёрный ферзь · e8 чёрный король · a7 чёрная пешка · b7 чёрная пешка · c7 чёрная пешка · g7 чёрная пешка · h7 чёрная пешка · c5 чёрный слон · e5 белый конь · f5 чёрная пешка · h5 чёрная ладья · c4 белая пешка · d4 чёрная пешка · e4 чёрная пешка · g4 чёрный слон · e3 чёрный конь · g3 белая пешка · a2 белая пешка · b2 белая пешка · d2 белая пешка · e2 белая пешка · f2 белая пешка · g2 белый слон · h2 белая пешка · a1 белая ладья · b1 белый конь · c1 белый слон · d1 белый ферзь · e1 белый король · h1 белая ладья | a8 чёрная ладья · c8 чёрный конь · d8 чёрный ферзь · e8 чёрный король · a7 чёрная пешка · b7 чёрная пешка · c7 чёрная пешка · g7 чёрная пешка · h7 чёрная пешка · c5 чёрный слон · e5 белый конь · f5 чёрная пешка · h5 чёрная ладья · c4 белая пешка · d4 чёрная пешка · e4 чёрная пешка · g4 чёрный слон · e3 чёрный конь · g3 белая пешка · a2 белая пешка · b2 белая пешка · d2 белая пешка · e2 белая пешка · f2 белая пешка · g2 белый слон · h2 белая пешка · a1 белая ладья · b1 белый конь · c1 белый слон · d1 белый ферзь · e1 белый король · h1 белая ладья | 5 |
| 4 | a8 чёрная ладья · c8 чёрный конь · d8 чёрный ферзь · e8 чёрный король · a7 чёрная пешка · b7 чёрная пешка · c7 чёрная пешка · g7 чёрная пешка · h7 чёрная пешка · c5 чёрный слон · e5 белый конь · f5 чёрная пешка · h5 чёрная ладья · c4 белая пешка · d4 чёрная пешка · e4 чёрная пешка · g4 чёрный слон · e3 чёрный конь · g3 белая пешка · a2 белая пешка · b2 белая пешка · d2 белая пешка · e2 белая пешка · f2 белая пешка · g2 белый слон · h2 белая пешка · a1 белая ладья · b1 белый конь · c1 белый слон · d1 белый ферзь · e1 белый король · h1 белая ладья | a8 чёрная ладья · c8 чёрный конь · d8 чёрный ферзь · e8 чёрный король · a7 чёрная пешка · b7 чёрная пешка · c7 чёрная пешка · g7 чёрная пешка · h7 чёрная пешка · c5 чёрный слон · e5 белый конь · f5 чёрная пешка · h5 чёрная ладья · c4 белая пешка · d4 чёрная пешка · e4 чёрная пешка · g4 чёрный слон · e3 чёрный конь · g3 белая пешка · a2 белая пешка · b2 белая пешка · d2 белая пешка · e2 белая пешка · f2 белая пешка · g2 белый слон · h2 белая пешка · a1 белая ладья · b1 белый конь · c1 белый слон · d1 белый ферзь · e1 белый король · h1 белая ладья | a8 чёрная ладья · c8 чёрный конь · d8 чёрный ферзь · e8 чёрный король · a7 чёрная пешка · b7 чёрная пешка · c7 чёрная пешка · g7 чёрная пешка · h7 чёрная пешка · c5 чёрный слон · e5 белый конь · f5 чёрная пешка · h5 чёрная ладья · c4 белая пешка · d4 чёрная пешка · e4 чёрная пешка · g4 чёрный слон · e3 чёрный конь · g3 белая пешка · a2 белая пешка · b2 белая пешка · d2 белая пешка · e2 белая пешка · f2 белая пешка · g2 белый слон · h2 белая пешка · a1 белая ладья · b1 белый конь · c1 белый слон · d1 белый ферзь · e1 белый король · h1 белая ладья | a8 чёрная ладья · c8 чёрный конь · d8 чёрный ферзь · e8 чёрный король · a7 чёрная пешка · b7 чёрная пешка · c7 чёрная пешка · g7 чёрная пешка · h7 чёрная пешка · c5 чёрный слон · e5 белый конь · f5 чёрная пешка · h5 чёрная ладья · c4 белая пешка · d4 чёрная пешка · e4 чёрная пешка · g4 чёрный слон · e3 чёрный конь · g3 белая пешка · a2 белая пешка · b2 белая пешка · d2 белая пешка · e2 белая пешка · f2 белая пешка · g2 белый слон · h2 белая пешка · a1 белая ладья · b1 белый конь · c1 белый слон · d1 белый ферзь · e1 белый король · h1 белая ладья | a8 чёрная ладья · c8 чёрный конь · d8 чёрный ферзь · e8 чёрный король · a7 чёрная пешка · b7 чёрная пешка · c7 чёрная пешка · g7 чёрная пешка · h7 чёрная пешка · c5 чёрный слон · e5 белый конь · f5 чёрная пешка · h5 чёрная ладья · c4 белая пешка · d4 чёрная пешка · e4 чёрная пешка · g4 чёрный слон · e3 чёрный конь · g3 белая пешка · a2 белая пешка · b2 белая пешка · d2 белая пешка · e2 белая пешка · f2 белая пешка · g2 белый слон · h2 белая пешка · a1 белая ладья · b1 белый конь · c1 белый слон · d1 белый ферзь · e1 белый король · h1 белая ладья | a8 чёрная ладья · c8 чёрный конь · d8 чёрный ферзь · e8 чёрный король · a7 чёрная пешка · b7 чёрная пешка · c7 чёрная пешка · g7 чёрная пешка · h7 чёрная пешка · c5 чёрный слон · e5 белый конь · f5 чёрная пешка · h5 чёрная ладья · c4 белая пешка · d4 чёрная пешка · e4 чёрная пешка · g4 чёрный слон · e3 чёрный конь · g3 белая пешка · a2 белая пешка · b2 белая пешка · d2 белая пешка · e2 белая пешка · f2 белая пешка · g2 белый слон · h2 белая пешка · a1 белая ладья · b1 белый конь · c1 белый слон · d1 белый ферзь · e1 белый король · h1 белая ладья | a8 чёрная ладья · c8 чёрный конь · d8 чёрный ферзь · e8 чёрный король · a7 чёрная пешка · b7 чёрная пешка · c7 чёрная пешка · g7 чёрная пешка · h7 чёрная пешка · c5 чёрный слон · e5 белый конь · f5 чёрная пешка · h5 чёрная ладья · c4 белая пешка · d4 чёрная пешка · e4 чёрная пешка · g4 чёрный слон · e3 чёрный конь · g3 белая пешка · a2 белая пешка · b2 белая пешка · d2 белая пешка · e2 белая пешка · f2 белая пешка · g2 белый слон · h2 белая пешка · a1 белая ладья · b1 белый конь · c1 белый слон · d1 белый ферзь · e1 белый король · h1 белая ладья | a8 чёрная ладья · c8 чёрный конь · d8 чёрный ферзь · e8 чёрный король · a7 чёрная пешка · b7 чёрная пешка · c7 чёрная пешка · g7 чёрная пешка · h7 чёрная пешка · c5 чёрный слон · e5 белый конь · f5 чёрная пешка · h5 чёрная ладья · c4 белая пешка · d4 чёрная пешка · e4 чёрная пешка · g4 чёрный слон · e3 чёрный конь · g3 белая пешка · a2 белая пешка · b2 белая пешка · d2 белая пешка · e2 белая пешка · f2 белая пешка · g2 белый слон · h2 белая пешка · a1 белая ладья · b1 белый конь · c1 белый слон · d1 белый ферзь · e1 белый король · h1 белая ладья | 4 |
| 3 | a8 чёрная ладья · c8 чёрный конь · d8 чёрный ферзь · e8 чёрный король · a7 чёрная пешка · b7 чёрная пешка · c7 чёрная пешка · g7 чёрная пешка · h7 чёрная пешка · c5 чёрный слон · e5 белый конь · f5 чёрная пешка · h5 чёрная ладья · c4 белая пешка · d4 чёрная пешка · e4 чёрная пешка · g4 чёрный слон · e3 чёрный конь · g3 белая пешка · a2 белая пешка · b2 белая пешка · d2 белая пешка · e2 белая пешка · f2 белая пешка · g2 белый слон · h2 белая пешка · a1 белая ладья · b1 белый конь · c1 белый слон · d1 белый ферзь · e1 белый король · h1 белая ладья | a8 чёрная ладья · c8 чёрный конь · d8 чёрный ферзь · e8 чёрный король · a7 чёрная пешка · b7 чёрная пешка · c7 чёрная пешка · g7 чёрная пешка · h7 чёрная пешка · c5 чёрный слон · e5 белый конь · f5 чёрная пешка · h5 чёрная ладья · c4 белая пешка · d4 чёрная пешка · e4 чёрная пешка · g4 чёрный слон · e3 чёрный конь · g3 белая пешка · a2 белая пешка · b2 белая пешка · d2 белая пешка · e2 белая пешка · f2 белая пешка · g2 белый слон · h2 белая пешка · a1 белая ладья · b1 белый конь · c1 белый слон · d1 белый ферзь · e1 белый король · h1 белая ладья | a8 чёрная ладья · c8 чёрный конь · d8 чёрный ферзь · e8 чёрный король · a7 чёрная пешка · b7 чёрная пешка · c7 чёрная пешка · g7 чёрная пешка · h7 чёрная пешка · c5 чёрный слон · e5 белый конь · f5 чёрная пешка · h5 чёрная ладья · c4 белая пешка · d4 чёрная пешка · e4 чёрная пешка · g4 чёрный слон · e3 чёрный конь · g3 белая пешка · a2 белая пешка · b2 белая пешка · d2 белая пешка · e2 белая пешка · f2 белая пешка · g2 белый слон · h2 белая пешка · a1 белая ладья · b1 белый конь · c1 белый слон · d1 белый ферзь · e1 белый король · h1 белая ладья | a8 чёрная ладья · c8 чёрный конь · d8 чёрный ферзь · e8 чёрный король · a7 чёрная пешка · b7 чёрная пешка · c7 чёрная пешка · g7 чёрная пешка · h7 чёрная пешка · c5 чёрный слон · e5 белый конь · f5 чёрная пешка · h5 чёрная ладья · c4 белая пешка · d4 чёрная пешка · e4 чёрная пешка · g4 чёрный слон · e3 чёрный конь · g3 белая пешка · a2 белая пешка · b2 белая пешка · d2 белая пешка · e2 белая пешка · f2 белая пешка · g2 белый слон · h2 белая пешка · a1 белая ладья · b1 белый конь · c1 белый слон · d1 белый ферзь · e1 белый король · h1 белая ладья | a8 чёрная ладья · c8 чёрный конь · d8 чёрный ферзь · e8 чёрный король · a7 чёрная пешка · b7 чёрная пешка · c7 чёрная пешка · g7 чёрная пешка · h7 чёрная пешка · c5 чёрный слон · e5 белый конь · f5 чёрная пешка · h5 чёрная ладья · c4 белая пешка · d4 чёрная пешка · e4 чёрная пешка · g4 чёрный слон · e3 чёрный конь · g3 белая пешка · a2 белая пешка · b2 белая пешка · d2 белая пешка · e2 белая пешка · f2 белая пешка · g2 белый слон · h2 белая пешка · a1 белая ладья · b1 белый конь · c1 белый слон · d1 белый ферзь · e1 белый король · h1 белая ладья | a8 чёрная ладья · c8 чёрный конь · d8 чёрный ферзь · e8 чёрный король · a7 чёрная пешка · b7 чёрная пешка · c7 чёрная пешка · g7 чёрная пешка · h7 чёрная пешка · c5 чёрный слон · e5 белый конь · f5 чёрная пешка · h5 чёрная ладья · c4 белая пешка · d4 чёрная пешка · e4 чёрная пешка · g4 чёрный слон · e3 чёрный конь · g3 белая пешка · a2 белая пешка · b2 белая пешка · d2 белая пешка · e2 белая пешка · f2 белая пешка · g2 белый слон · h2 белая пешка · a1 белая ладья · b1 белый конь · c1 белый слон · d1 белый ферзь · e1 белый король · h1 белая ладья | a8 чёрная ладья · c8 чёрный конь · d8 чёрный ферзь · e8 чёрный король · a7 чёрная пешка · b7 чёрная пешка · c7 чёрная пешка · g7 чёрная пешка · h7 чёрная пешка · c5 чёрный слон · e5 белый конь · f5 чёрная пешка · h5 чёрная ладья · c4 белая пешка · d4 чёрная пешка · e4 чёрная пешка · g4 чёрный слон · e3 чёрный конь · g3 белая пешка · a2 белая пешка · b2 белая пешка · d2 белая пешка · e2 белая пешка · f2 белая пешка · g2 белый слон · h2 белая пешка · a1 белая ладья · b1 белый конь · c1 белый слон · d1 белый ферзь · e1 белый король · h1 белая ладья | a8 чёрная ладья · c8 чёрный конь · d8 чёрный ферзь · e8 чёрный король · a7 чёрная пешка · b7 чёрная пешка · c7 чёрная пешка · g7 чёрная пешка · h7 чёрная пешка · c5 чёрный слон · e5 белый конь · f5 чёрная пешка · h5 чёрная ладья · c4 белая пешка · d4 чёрная пешка · e4 чёрная пешка · g4 чёрный слон · e3 чёрный конь · g3 белая пешка · a2 белая пешка · b2 белая пешка · d2 белая пешка · e2 белая пешка · f2 белая пешка · g2 белый слон · h2 белая пешка · a1 белая ладья · b1 белый конь · c1 белый слон · d1 белый ферзь · e1 белый король · h1 белая ладья | 3 |
| 2 | a8 чёрная ладья · c8 чёрный конь · d8 чёрный ферзь · e8 чёрный король · a7 чёрная пешка · b7 чёрная пешка · c7 чёрная пешка · g7 чёрная пешка · h7 чёрная пешка · c5 чёрный слон · e5 белый конь · f5 чёрная пешка · h5 чёрная ладья · c4 белая пешка · d4 чёрная пешка · e4 чёрная пешка · g4 чёрный слон · e3 чёрный конь · g3 белая пешка · a2 белая пешка · b2 белая пешка · d2 белая пешка · e2 белая пешка · f2 белая пешка · g2 белый слон · h2 белая пешка · a1 белая ладья · b1 белый конь · c1 белый слон · d1 белый ферзь · e1 белый король · h1 белая ладья | a8 чёрная ладья · c8 чёрный конь · d8 чёрный ферзь · e8 чёрный король · a7 чёрная пешка · b7 чёрная пешка · c7 чёрная пешка · g7 чёрная пешка · h7 чёрная пешка · c5 чёрный слон · e5 белый конь · f5 чёрная пешка · h5 чёрная ладья · c4 белая пешка · d4 чёрная пешка · e4 чёрная пешка · g4 чёрный слон · e3 чёрный конь · g3 белая пешка · a2 белая пешка · b2 белая пешка · d2 белая пешка · e2 белая пешка · f2 белая пешка · g2 белый слон · h2 белая пешка · a1 белая ладья · b1 белый конь · c1 белый слон · d1 белый ферзь · e1 белый король · h1 белая ладья | a8 чёрная ладья · c8 чёрный конь · d8 чёрный ферзь · e8 чёрный король · a7 чёрная пешка · b7 чёрная пешка · c7 чёрная пешка · g7 чёрная пешка · h7 чёрная пешка · c5 чёрный слон · e5 белый конь · f5 чёрная пешка · h5 чёрная ладья · c4 белая пешка · d4 чёрная пешка · e4 чёрная пешка · g4 чёрный слон · e3 чёрный конь · g3 белая пешка · a2 белая пешка · b2 белая пешка · d2 белая пешка · e2 белая пешка · f2 белая пешка · g2 белый слон · h2 белая пешка · a1 белая ладья · b1 белый конь · c1 белый слон · d1 белый ферзь · e1 белый король · h1 белая ладья | a8 чёрная ладья · c8 чёрный конь · d8 чёрный ферзь · e8 чёрный король · a7 чёрная пешка · b7 чёрная пешка · c7 чёрная пешка · g7 чёрная пешка · h7 чёрная пешка · c5 чёрный слон · e5 белый конь · f5 чёрная пешка · h5 чёрная ладья · c4 белая пешка · d4 чёрная пешка · e4 чёрная пешка · g4 чёрный слон · e3 чёрный конь · g3 белая пешка · a2 белая пешка · b2 белая пешка · d2 белая пешка · e2 белая пешка · f2 белая пешка · g2 белый слон · h2 белая пешка · a1 белая ладья · b1 белый конь · c1 белый слон · d1 белый ферзь · e1 белый король · h1 белая ладья | a8 чёрная ладья · c8 чёрный конь · d8 чёрный ферзь · e8 чёрный король · a7 чёрная пешка · b7 чёрная пешка · c7 чёрная пешка · g7 чёрная пешка · h7 чёрная пешка · c5 чёрный слон · e5 белый конь · f5 чёрная пешка · h5 чёрная ладья · c4 белая пешка · d4 чёрная пешка · e4 чёрная пешка · g4 чёрный слон · e3 чёрный конь · g3 белая пешка · a2 белая пешка · b2 белая пешка · d2 белая пешка · e2 белая пешка · f2 белая пешка · g2 белый слон · h2 белая пешка · a1 белая ладья · b1 белый конь · c1 белый слон · d1 белый ферзь · e1 белый король · h1 белая ладья | a8 чёрная ладья · c8 чёрный конь · d8 чёрный ферзь · e8 чёрный король · a7 чёрная пешка · b7 чёрная пешка · c7 чёрная пешка · g7 чёрная пешка · h7 чёрная пешка · c5 чёрный слон · e5 белый конь · f5 чёрная пешка · h5 чёрная ладья · c4 белая пешка · d4 чёрная пешка · e4 чёрная пешка · g4 чёрный слон · e3 чёрный конь · g3 белая пешка · a2 белая пешка · b2 белая пешка · d2 белая пешка · e2 белая пешка · f2 белая пешка · g2 белый слон · h2 белая пешка · a1 белая ладья · b1 белый конь · c1 белый слон · d1 белый ферзь · e1 белый король · h1 белая ладья | a8 чёрная ладья · c8 чёрный конь · d8 чёрный ферзь · e8 чёрный король · a7 чёрная пешка · b7 чёрная пешка · c7 чёрная пешка · g7 чёрная пешка · h7 чёрная пешка · c5 чёрный слон · e5 белый конь · f5 чёрная пешка · h5 чёрная ладья · c4 белая пешка · d4 чёрная пешка · e4 чёрная пешка · g4 чёрный слон · e3 чёрный конь · g3 белая пешка · a2 белая пешка · b2 белая пешка · d2 белая пешка · e2 белая пешка · f2 белая пешка · g2 белый слон · h2 белая пешка · a1 белая ладья · b1 белый конь · c1 белый слон · d1 белый ферзь · e1 белый король · h1 белая ладья | a8 чёрная ладья · c8 чёрный конь · d8 чёрный ферзь · e8 чёрный король · a7 чёрная пешка · b7 чёрная пешка · c7 чёрная пешка · g7 чёрная пешка · h7 чёрная пешка · c5 чёрный слон · e5 белый конь · f5 чёрная пешка · h5 чёрная ладья · c4 белая пешка · d4 чёрная пешка · e4 чёрная пешка · g4 чёрный слон · e3 чёрный конь · g3 белая пешка · a2 белая пешка · b2 белая пешка · d2 белая пешка · e2 белая пешка · f2 белая пешка · g2 белый слон · h2 белая пешка · a1 белая ладья · b1 белый конь · c1 белый слон · d1 белый ферзь · e1 белый король · h1 белая ладья | 2 |
| 1 | a8 чёрная ладья · c8 чёрный конь · d8 чёрный ферзь · e8 чёрный король · a7 чёрная пешка · b7 чёрная пешка · c7 чёрная пешка · g7 чёрная пешка · h7 чёрная пешка · c5 чёрный слон · e5 белый конь · f5 чёрная пешка · h5 чёрная ладья · c4 белая пешка · d4 чёрная пешка · e4 чёрная пешка · g4 чёрный слон · e3 чёрный конь · g3 белая пешка · a2 белая пешка · b2 белая пешка · d2 белая пешка · e2 белая пешка · f2 белая пешка · g2 белый слон · h2 белая пешка · a1 белая ладья · b1 белый конь · c1 белый слон · d1 белый ферзь · e1 белый король · h1 белая ладья | a8 чёрная ладья · c8 чёрный конь · d8 чёрный ферзь · e8 чёрный король · a7 чёрная пешка · b7 чёрная пешка · c7 чёрная пешка · g7 чёрная пешка · h7 чёрная пешка · c5 чёрный слон · e5 белый конь · f5 чёрная пешка · h5 чёрная ладья · c4 белая пешка · d4 чёрная пешка · e4 чёрная пешка · g4 чёрный слон · e3 чёрный конь · g3 белая пешка · a2 белая пешка · b2 белая пешка · d2 белая пешка · e2 белая пешка · f2 белая пешка · g2 белый слон · h2 белая пешка · a1 белая ладья · b1 белый конь · c1 белый слон · d1 белый ферзь · e1 белый король · h1 белая ладья | a8 чёрная ладья · c8 чёрный конь · d8 чёрный ферзь · e8 чёрный король · a7 чёрная пешка · b7 чёрная пешка · c7 чёрная пешка · g7 чёрная пешка · h7 чёрная пешка · c5 чёрный слон · e5 белый конь · f5 чёрная пешка · h5 чёрная ладья · c4 белая пешка · d4 чёрная пешка · e4 чёрная пешка · g4 чёрный слон · e3 чёрный конь · g3 белая пешка · a2 белая пешка · b2 белая пешка · d2 белая пешка · e2 белая пешка · f2 белая пешка · g2 белый слон · h2 белая пешка · a1 белая ладья · b1 белый конь · c1 белый слон · d1 белый ферзь · e1 белый король · h1 белая ладья | a8 чёрная ладья · c8 чёрный конь · d8 чёрный ферзь · e8 чёрный король · a7 чёрная пешка · b7 чёрная пешка · c7 чёрная пешка · g7 чёрная пешка · h7 чёрная пешка · c5 чёрный слон · e5 белый конь · f5 чёрная пешка · h5 чёрная ладья · c4 белая пешка · d4 чёрная пешка · e4 чёрная пешка · g4 чёрный слон · e3 чёрный конь · g3 белая пешка · a2 белая пешка · b2 белая пешка · d2 белая пешка · e2 белая пешка · f2 белая пешка · g2 белый слон · h2 белая пешка · a1 белая ладья · b1 белый конь · c1 белый слон · d1 белый ферзь · e1 белый король · h1 белая ладья | a8 чёрная ладья · c8 чёрный конь · d8 чёрный ферзь · e8 чёрный король · a7 чёрная пешка · b7 чёрная пешка · c7 чёрная пешка · g7 чёрная пешка · h7 чёрная пешка · c5 чёрный слон · e5 белый конь · f5 чёрная пешка · h5 чёрная ладья · c4 белая пешка · d4 чёрная пешка · e4 чёрная пешка · g4 чёрный слон · e3 чёрный конь · g3 белая пешка · a2 белая пешка · b2 белая пешка · d2 белая пешка · e2 белая пешка · f2 белая пешка · g2 белый слон · h2 белая пешка · a1 белая ладья · b1 белый конь · c1 белый слон · d1 белый ферзь · e1 белый король · h1 белая ладья | a8 чёрная ладья · c8 чёрный конь · d8 чёрный ферзь · e8 чёрный король · a7 чёрная пешка · b7 чёрная пешка · c7 чёрная пешка · g7 чёрная пешка · h7 чёрная пешка · c5 чёрный слон · e5 белый конь · f5 чёрная пешка · h5 чёрная ладья · c4 белая пешка · d4 чёрная пешка · e4 чёрная пешка · g4 чёрный слон · e3 чёрный конь · g3 белая пешка · a2 белая пешка · b2 белая пешка · d2 белая пешка · e2 белая пешка · f2 белая пешка · g2 белый слон · h2 белая пешка · a1 белая ладья · b1 белый конь · c1 белый слон · d1 белый ферзь · e1 белый король · h1 белая ладья | a8 чёрная ладья · c8 чёрный конь · d8 чёрный ферзь · e8 чёрный король · a7 чёрная пешка · b7 чёрная пешка · c7 чёрная пешка · g7 чёрная пешка · h7 чёрная пешка · c5 чёрный слон · e5 белый конь · f5 чёрная пешка · h5 чёрная ладья · c4 белая пешка · d4 чёрная пешка · e4 чёрная пешка · g4 чёрный слон · e3 чёрный конь · g3 белая пешка · a2 белая пешка · b2 белая пешка · d2 белая пешка · e2 белая пешка · f2 белая пешка · g2 белый слон · h2 белая пешка · a1 белая ладья · b1 белый конь · c1 белый слон · d1 белый ферзь · e1 белый король · h1 белая ладья | a8 чёрная ладья · c8 чёрный конь · d8 чёрный ферзь · e8 чёрный король · a7 чёрная пешка · b7 чёрная пешка · c7 чёрная пешка · g7 чёрная пешка · h7 чёрная пешка · c5 чёрный слон · e5 белый конь · f5 чёрная пешка · h5 чёрная ладья · c4 белая пешка · d4 чёрная пешка · e4 чёрная пешка · g4 чёрный слон · e3 чёрный конь · g3 белая пешка · a2 белая пешка · b2 белая пешка · d2 белая пешка · e2 белая пешка · f2 белая пешка · g2 белый слон · h2 белая пешка · a1 белая ладья · b1 белый конь · c1 белый слон · d1 белый ферзь · e1 белый король · h1 белая ладья | 1 |
|   | a | b | c | d | e | f | g | h |   |

Уинстон Смит возвращает шахматного коня с поля e5 на поле f3, и, не отпуская эту фигуру, вероятно обдумывает оставшиеся три варианта хода (g5, h4, g1).

## В главных ролях
| Актёр             | Роль                |
| ----------------- | ------------------- |
| Джон Хёрт         | Уинстон Смит        |
| Ричард Бёртон     | О’Брайен            |
| Сюзанна Гамильтон | Джулия              |
| Сирил Кьюсак      | Мистер Чаррингтон   |
| Филлис Логан      | телеведущая (голос) |
| Роджер Ллойд-Пак  | официант            |

Изображения:
- Джон Босволл[англ.] — Голдстейн
- Боб Флэг — Большой Брат

## Критика
| Рейтинги | Рейтинги |
| Издание  | Оценка   |
| -------- | -------- |

Американский критик Роджер Эберт поставил фильму оценку 3.5 из 4, описав Джона Хёрта как «идеального Уинстона Смита».
На сайте Rotten Tomatoes фильм имеет рейтинг кинокритиков 79% и среднюю оценку 6.81/10 на основе 24 рецензий (19 «свежих» и 5 «гнилых»), зрительский рейтинг равен 71% при средней оценке 3.68/5 на основе 56 тыс. оценок пользователей. На сайте Metacritic фильм имеет рейтинг 67% на основе 8 рецензий кинокритиков (3 позитивных и 5 смешанных), пользовательская оценка составляет 4.3/10.

## Награды
Фильм получил 5 наград и 2 номинации.
| Награда                                             | Дата | Категория                            | Номинант      | Результат |
| --------------------------------------------------- | ---- | ------------------------------------ | ------------- | --------- |
| BAFTA Film Award                                    | 1985 | Лучшая работа художника-постановщика | Аллан Кэмерон | Номинация |
| Evening Standard British Film Awards                | 1985 | Лучший фильм                         |               | Победа    |
| Evening Standard British Film Awards                | 1985 | Лучший актёр                         |               | Победа    |
| Fantasporto                                         | 1985 | Лучший актёр                         |               | Победа    |
| Fantasporto                                         | 1985 | Лучший фильм                         |               | Номинация |
| Istanbul International Film Festival (Golden Tulip) | 1985 |                                      |               | Победа    |
| Valladolid International Film Festival              | 1984 | Лучший актёр                         |               | Победа    |